# Centroina sherbrook
Centroina sherbrook är en spindelart som först beskrevs av Norman I. Platnick 2000.  Centroina sherbrook ingår i släktet Centroina och familjen Lamponidae.
Artens utbredningsområde är Victoria, Australien. Inga underarter finns listade i Catalogue of Life.